# インドミタブル (巡洋戦艦)
インドミタブル（英語: HMS Indomitable）はイギリス海軍の巡洋戦艦。インヴィンシブル級。 

## 艦歴
フェアフィールド社で建造。1906年3月1日起工。1907年3月16日進水。1908年6月25日就役。
1914年8月の第一次世界大戦勃発時は地中海艦隊に所属しており、ゲーベン追跡戦に参加。1914年11月に最初の戦闘を行った。この時は、巡洋戦艦「インディファティガブル」やフランス戦艦「シュフラン」、「ヴェリテ」と共にトルコ軍の要塞を砲撃した。
1915年1月、ドッガー・バンク海戦に参加。
ユトランド沖海戦時は「インドミタブル」は第3巡洋戦艦戦隊に所属していた。
1919年に予備役となり、1920年退役。ワシントン海軍軍縮条約により1922年にスクラップとなった。